# 卡特·布拉克斯顿

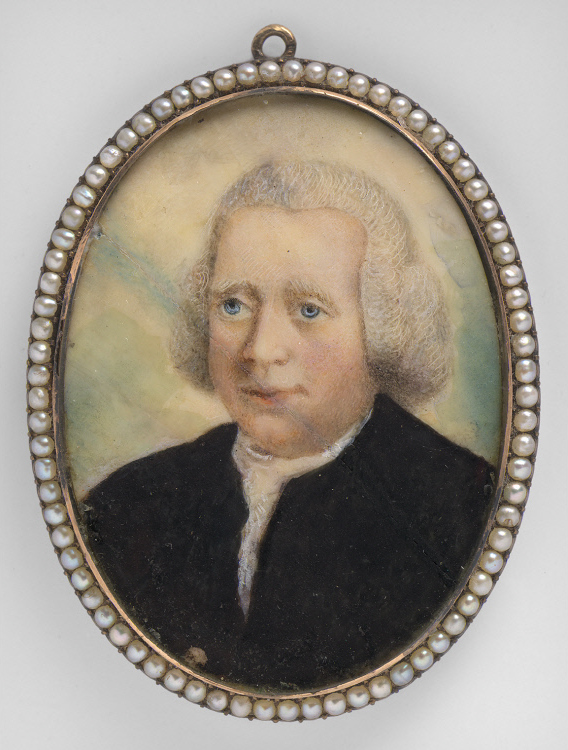
卡特·布拉克斯頓

卡特·布拉克斯顿（英語：Carter Braxton，1736年9月16日—1797年10月10日），生于弗吉尼亚州，美国政治家。
布拉克斯顿是《美国独立宣言》的签署人之一。